# Кірію Казума
Кірію Казума (яп. 桐生 一馬) — вигаданий персонаж і один з головних героїв японської пригодницької франшизи Yakuza/Like a Dragon від компанії Sega. Його називають «Драконом Доджіми» (яп. 堂島の龍, Доджіма но Рю) через татуювання дракона на спині і те, що у юності він був членом якудза і входив до організації під назвою сім'я Доджіма — частини клану Тоджьо. Вперше Кірію з'явився у дебютній грі франшизи 2005 року: там він бере на себе провину за вбивство патріарха клану, щоб врятувати свого побратима, через що Казуму виганяють з клану і саджають до в'язниці на десять років. У всіх іграх серії його озвучує Курода Такая. Окрім цього, персонаж з'являвся у трьох повнометражних фільмах і в іграх інших видавців.
За словами Наґоші Тошіхіро — творця франшизи, Кірію створили так, щоб він подобався широкій аудиторії. У перших трьох іграх серії Казума був єдиним протагоністом, але з часом його роль зменшилась. Він знову стає єдиним ігровим персонажем у Yakuza 6: The Song of Life. Наступний за хронологією тайтл, Yakuza: Like a Dragon, вводить у франшизу нового протагоніста, Касуґу Ічібана, а Кірію має тут другорядну роль. Пізніше Казума повертається у спінофі The Man Who Erased His Name як основний персонаж, а у Infinite Wealth розділяє головну роль з Касуґою.
Ігрова спільнота позитивно оцінює Кірію. Деякі критики відзначають, що Кірію, незважаючи на своє злочинне минуле, виділяється своєю добротою та розвитком характеру протягом усієї франшизи. З іншого боку, його також бачать як дещо типового ігрового протагоніста.

## Створення та розвиток

Оновлений зовнішній вигляд персонажа після його редизайну для Infinite Wealth

Під час створення Кірію Казуми сценаристи довго не могли визначитися з його віком і місцем у клані. Редактор сценарію Yakuza, Сейшу Хасе, вважав, що авторитет Кірію виглядає надто неправдоподібно для 20-річного, тому вік героя у дебютній грі змінили на 27 років. Команда описувала характер Кірію як «благородного самурая, що захищає слабких». За словами продюсера Sega Наґоші Тошіхіро, дракони символізують силу, тому образ Кірію має передавати гравцям відчуття могутності та мужності. У перші роки Наґоші не називав Кірію головним героєм, оскільки сюжет більше обертався навколо іншого персонажа — Харуки. Такий самий підхід використали й у Yakuza 2, де основна увага зосереджена на новій героїні Саямі Каору.
Після виходу спінофа Ryū ga Gotoku Kenzan!, Наґоші зазначив, що історія Казуми Кірію ще не завершена. Це підтвердила і Yakuza 3, яка вийшла через рік: у ній Кірію та Харука намагаються залишити злочинний світ і жити звичайним життям. За словами Наґоші, у цей період Казума більше не є культовим героєм — він просто насолоджується спокоєм. Наґоші також зазначив, що ця різниця в характері Кірію помітна протягом усієї серії. Він подякував головному сценаристу серії Масайоші Йокоямі за те, що той допоміг ще краще розкрити привабливість героя. Ідея зробити Казуму керівником дитячого притулку в Yakuza 3 сподобалася Йокоямі, хоча довелося кілька разів переписувати цю сюжетну лінію. Спочатку планували, що персонаж знову потрапить у в'язницю, але цю ідею відкинули як надто передбачувану. Оскільки Кірію почав опікуватися сиротами, Йокояма хвилювався, що герой може здаватися надто м'яким. Спочатку в Sega виникли суперечки щодо того, як має вести себе Кірію в грі. Геймдизайнер Рьосуке Хорії запропонував додати міні-ігри, де персонаж міг би співати в караоке або рибалити, якщо цього захоче гравець. Проте в Sega спочатку сумнівались, вважаючи, що це не підходить до характеру Казуми, зважаючи на його образ. Хорії наполягав, що, хоча Казума здається похмурим, саме такі міні-ігри могли б зробити його образ більш живим і привабливим. Зрештою, Наґоші та команда підтримали цю ідею, принаймні як експеримент.
Команда розробників все більше розкривала особистість Кірію і доклала багато зусиль, щоб зробити його привабливим для гравців, адже він залишався єдиним грабельним персонажем. До Yakuza 4 Казума сприймався як «незламний» персонаж, тому тут він з'являється лише на короткий проміжок часу ближче до фіналу гри, щоб дати можливість трьом новим протагоністам показати свої унікальні риси характеру. У Yakuza 5 поряд з Кірію знову з'явилися інші протагоністи. Крім того, його прийомна дочка Харука вперше зробили грабельним персонажем, щоб її сюжетна лінія могла гармонійно переплітатися з історією Казуми та інших. Кірію ж вирішили перенести в нове місто, де його передісторії не знають інші люди, і це команда вважала найкращим вибором в такій ситуації.
У Yakuza 0, де головними героями є Кірію Казума та Маджіма Ґоро, Sega намагалися максимально підкреслити різницю в характерах цих двох персонажів. Кірію описували як «прямого персонажа — жорсткого, але чесного і трохи замкнутого», що робило його досить простим для втілення в сюжеті. Зображення відносин між Кірію та Маджімою з виходом Yakuza 0 і Kiwami також зазнало певних змін, особливо через трансформацію характеру Маджіми та те, як він сприймає вчинки Кірію, виступаючи водночас і другом, і ворогом. Деякі риси характеру Кірію в Yakuza 0 спеціально були змінені на «відчайдушного запального хлопця», щоб шанувальники, які давно слідкують за серією, дивувалися його вчинкам. Однак Йокояма заявив, що персонаж дорослішатиме впродовж сюжетної лінії. Попри популярність Кірію, розробник Дайсуке Сато відзначив, що гравці зазвичай більше захоплюються Маджімою.
Під час створення Yakuza 4 розробники почали замислюватися, як завершити історію Кірію, адже, на відміну від багатьох інших персонажів відеоігор, він не має надприродних здібностей. Його порівнювали з Джеймсом Бондом, якого в різних фільмах грали різні актори. Оскільки Казума — це харизматичний, мужній герой зі сталою особистістю та чіткими моральними принципами, команда зрозуміла, що їм буде складно розширювати його образ. Тому вони вирішили створити йому наступника — персонажа, з яким у них з'явиться більше можливостей для творчих рішень. Завершуючи історію Кірію в Yakuza 6, родинні стосунки між Казумою та Харукою після довгої розлуки зробили основною темою розповіді.
Хоча в Like a Dragon роль протагоніста перейшла до Касуґи Ічібана, Кірію з'явився у другорядній ролі. Спершу його повернення не планувалося в подальших іграх, але колективним рішенням команда розробників наважилась повторно використати цього персонажа, зробивши його наставником Касуґи. Особистість Кірію залишилась незмінною і не зазнала значного розвитку, в той час як зовнішній вигляд повністю оновили. Сакамото вважає, що одяг Казуми протягом усієї серії відображає його особистість, і навіть його культовий костюм має своє значення та завжди має певний зміст.
Японський актор Курода Такая, що подарував свій голос Кірію, отримував велике задоволення від озвучення свого персонажа і завжди прагнув залишити Казуму вірним своєму образу. Курода описував його як сором'язливого персонажа, який не вважає себе достатньо привабливим для того, щоб сформувати романтичні стосунки з Саямою в Yakuza 2. Куроду приємно здивував успіх першої гри Yakuza, тож він сподівався, що серія матиме продовження. Він із радістю згадує про свою участь у проєкті, розповідаючи, як люди впізнають його голос із гри.

| Кірію Казума — сучасне втілення традиційного японського героя. У ньому присутній дух самурая, що живе за кодексом меча: такий чоловік не говорить зайвого, не шукає підтримки в натовпі, а понад усе — сильний. Саме такими зазвичай постають головні герої класичних японських фільмів жанру «нінкьо». |
| — Масайоші Йокояма |

## Роль у франшизі

### Yakuza
27-річний Кірію, також відомий у злочинному світі як «Дракон Доджіми» — авторитетний член клану Тоджьо. На початку першої гри він готується заснувати власну підпорядковану Тоджьо організацію, але змушений узяти на себе провину за вбивство свого боса, аби врятувати найкращого друга — Акіру Нішикіяму. За це Кірію засуджують до десяти років ув’язнення. Після звільнення Кірію повертається до Камурочо, де потрапляє у епіцентр боротьби за крісло голови клану та історії з викраденими у Тоджьо ¥10 млрд. У цей час Кірію знайомиться з дев'ятирічною дівчинкою на ім’я Харука — донькою його коханої, Юмі Савамури. У ході історії він перемагає корумпованого політика та вбивцю Кьохея Джинґу, що в свою чергу намагається заволодіти викраденими грошима. У фіналі Нішикіяма та Юмі гинуть, а Кірію, відкинувши можливість стати головою клану, вирішує розпочати нове життя та стає прийомним батьком Харуки.

### Yakuza 2
2006 рік. Через рік після подій першої гри, Казума Кірію знову виявляється втягнутим у конфлікт між Кланом Тоджьо і Альянсом Омі, суперницькою організацією якудза з Осаки. П'ятого голову клану Тоджьо, Юкіо Тераду, вбито. Кірію переконує Дайґо Доджіму зайняти місце голови клану і разом вони намагаються домовитися про мир між ворогуючими кланами, але Рюджи Ґода, відомий як Дракон Кансай, влаштовує переворот і викрадає голову Омі та Дайґо, плануючи захопити владу в Омі та знищити Тоджьо. У боротьбі з кланом Ґо-Рю Кірію допомагає детектив Саяма Каору, яка використовує його, щоб наблизитися до Тоджьо і дізнатися про своїх зниклих батьків. Зрештою стає відомо, що весь конфлікт підстроїв нібито «вбитий» Терада, який весь цей час співпрацював з корейською мафією Джинвон. Терада і Рюджи Ґода переможені, між Саямою і Кірію зав'язуються романтичні почуття, а на чолі Тоджьо стає Дайґо Доджіма.

### Yakuza 3
Одразу після подій попередньої частини, Кірію прощається з Саямою, котра покидає його заради кар'єри. Він переїжджає до Окінави, де тепер керує дитячим будинком «Ранкова Слава» і виховує дев'ятьох дітей, у тому числі Харуку. Кірію потрапляє в епіцентр урядового конфлікту, коли стає відомо, що земельна ділянка, де стоїть його сиротинець, стає на шляху будівництва двох конкуруючих між собою проєктів — розширення військової бази і будівництва розкішного курорту. При загадкових обставинах Дайґо отримує важке поранення і впадає в кому, а документи на сиротинець викрадають. З'ясовується, що обидва проєкти — і військова база, і курорт є частиною операції ЦРУ з ліквідації групи контрабандистів зброї, відомих як «Чорний понеділок». Ті намагалися використати клан Тоджьо, підкупивши одну з його найсильніших організацій на чолі з Йошитакою Міне, у спробі отримати доступ до того, що вважали передовою системою протиракетної оборони, не підозрюючи, що за ними спостерігає ЦРУ. Кірію разом з Дайґо перемагають Міне та лідера «Чорного понеділка».

### Yakuza 4
2010 рік. Кірію все ще керує сиротинцем. Одного дня до них потрапляє поранений незнайомець, який пізніше виявиться відомим у злочинному світі Тайґою Седжімою, що провів у в'язниці останні 25 років. Кірію і Харука піклуються про нього, дозволяючи Седжімі поїхати від них після одужання. Через деякий час Кірію дізнається про чергову загрозу, що нависла над кланом Тоджьо. Він також зустрічає сестру Седжіми, Ясуко, яка намагається довести невиновність свого брата. Кірію разом з іншими протагоністами гри, Шуном Акіямою, Тайґою Седжімою та Масайоші Танімурою, викривають корупційну схему верхівки Департаменту поліції Токіо, що існувала більше 25 років.

### Yakuza 5
2012 рік. Кірію з недавніх пір дистанціювався від свого сиротинцю в Окінаві, переїхавши у Нагою, де працює таксистом під виганим ім'ям «Тайчі Сузукі». Він зробив це заради Харуки, котра в цей час робить перші кроки в індустрії шоу-бізнесу як поп-айдол, і будь-який зв'язок з легендарним якудза для її кар'єри був би летальним. Між кланом Тоджьо і Альянсом Омі знову нависає загроза потенційної війни. Голова Тоджьо, Дайґо Доджіма, загадковим чином зникає. Хоча цього разу Кірію намагається триматися подалі від справ Тоджьо, звістка про смерть Ґоро Маджіми знову підштовхує його до дії, і він вирушає до Камурочо. Там він дізнається, що сили Омі планують вбити Харуку під час її дебютного виступу в Токіо Доум. Разом з іншими протагоністами гри він бере участь у зриві операції Альянсу Омі по захопленню Токіо і знищенню Тоджьо. Також на короткий час возз'єднується з Харукою, котра вирішує назавжди покинути кар'єру в шоу-бізнесі.

### Yakuza 0
1988 рік. 20-річний Кірію виявляється втягнутим в конфлікт навколо так званого «Порожнього лоту» — невеликої ділянки землі в Камурочо, що є наріжним каменем проєкту ревіталізації. Оскільки цей шмат землі дозволить Тоджьо отримати прибутковий урядовий контракт на повну реконструкцію району, ділянка стала мішенню для патріарха однієї з організацій клану, Сохея Доджіми, якому її придбання дасть достатньо впливу, щоб очолити весь клан Тоджьо. У ході сюжету Кірію допомагає законній власниці «Порожнього лоту» пережити полювання, яке на неї організували якудза Доджіми.

### Yakuza 6: The Song of Life
2016 рік. Вийшовши на волю після трирічного ув'язнення, Кірію дізнається, що Харука перебуває в комі, після того як її збив невідомий. Крім того, він дізнається, що тепер вона є матір'ю немовляти на ім'я Харуто, і бере на себе піклуватися про онука, поки дочка не опритомніє. Разом з Харуто, Кірію виявляється втягнутим у протистояння між Тоджьо, китайською мафією і Альянсом Йомеї, суперницького клану якудза з Хірошими. По ходу сюжету Кірію знаходить батька Харуто та убезпечує малюка від нападок злочинного світу, але протистояння з  Альянсом Йомеї обходиться йому задорого — після фінальної битви Кірію інсценує власну смерть, назавжди відрікаючись від свого звичного життя, щоб захистити Харуку та її сім'ю від втручання злочинного світу.

### Yakuza: Like a Dragon/Gaiden: The Man Who Erased His Name
2019 рік. Після своєї «смерті», Кірію приєднується до секретної фракції Дайдоджі, що впливає буквально на всі сфери життя і діяльності Японії — від злочинного світу до міжнародної політики. Кірію працює на них таємним агентом під кодовим ім'ям «Джорію» в обмін на анонімне фінансування дитячого притулку «Ранкової Слави». За згоди Дайдоджі він допомагає убезпечити лідерів Тоджьо і Омі, Дайґо Доджіму і Масару Ватасе відповідно, під час оголошення про розформування їхніх організацій якудза і запобігає тотальному бунту з боку членів Омі. У нагороду Кірію надають безстрокову відпустку на невизначений термін, але при цьому наказують зберігати прикриття. Кірію переїжджає на Гаваї, де свого часу мріяла одружитись загибла двадцять років тому Юмі.

### Like a Dragon: Infinite Wealth
2023 рік. Перебуваючи на Гаваях, Кірію отримує наказ від Дайдоджі знайти біологічну матір Касуґи, Акане Кішіду, і об'єднується з Ічібаном та його друзями. Кірію також повідомляє, що у нього рак і йому залишилося жити не більше шести місяців, повністю відмовляючись від лікування. Кірію та Касуґа врешті-решт зупиняють ворожу схему, з перетворення гавайського Острову Неле, що є святим місцем релігійної групи Палекана, на звалище радіоактивних відходів. Підтримка друзів надихає Кірію поборотися за своє життя і він починає лікування від раку.

### Інші ігри
Поза франшизою Yakuza/Like a Dragon Кірію з'являється як гостьовий персонаж у завантажуваному контенті для Binary Domain та Everybody's Golf 6. Разом з Маджімою Ґоро вони доступні як ігрові персонажі в Project X Zone 2. У Fist of the North Star: Lost Paradise, спінофі на основі «Кулак Полярної зорі», у завантажувальному доповненні Кірію з'являється як скін для Кеншіро. Кірію також з'являється як ігровий персонаж у Super Monkey Ball Banana Mania та у Astro Bot як камео.
Під час подій зомбі-спінофу Yakuza: Dead Souls Кірію є одним з ігрових персонажів. Модель персонажа Кірію використовується розробниками в Ryū ga Gotoku Kenzan! для головного героя Міямото Мусаші, який по ходу сюжета перейменовує себе на Кірію Казуманосуке. У Like a Dragon: Ishin! його модель персонажа знову використовується для протагоніста гри, Сакамото Рьоми.

### Інше медіа
В екранізації Like a Dragon: Prologue його грає професійний реслер і боєць змішаних бойових мистецтв Фунакі Масакацу. Це приквел до першої гри франшизи, що концентрується на юності Кірію і його знайомстві з постійними персонажами серії. Підростаючи, Кірію мріє про створення власної банди, але відмовляється від цієї ідеї, коли його дівчина зазнає сексуального насильства, і він вирішує взяти на себе провину за вбивство, щоб захистити Нішикіяму.
У фільмі-адаптації першої гри «Подібний дракону» (яп. 龍が如く 劇場版), Кірію грає Кітамура Казукі. Сюжет представляє собою доволі вільну трактовку оригінальної гри.
У театральній постановці «Подібний дракону» (яп. 舞台「龍が如く」) його грає Такіґава Ейджі. Вистава значною мірою заснована на оригінальній історії, з кількома ключовими змінами, зокрема у п'єсі з'являється Рюджі Ґода, який пізніше замінює Тераду у змові з метою захоплення Харуки Савамури. Сценічна постановка, спонсором якої виступили Sega, була створена японською театральною групою Raynet і стала частиною святкування 10-ї річниці виходу Yakuza.
У серіалі від Amazon, Like a Dragon: Yakuza, Кірію грає Такеючі Рьома. Серіал розповідає історію Казуми Кірію, колишнього якудзи, який виявляється втягнутим у масштабну змову за участі свого найкращого друга Акіри Нішикіями та їхнього клану якудза.

## Сприйняття
Професійні критики загалом позитивно оцінюють цього персонажа. Хуан Кастро з IGN назвав його «привабливим героєм», що поєднує в собі агресивність і милосердя. Він також відзначив, що, попри «крутість» Кірію, він вирізняється своєю добротою. Той самий ресурс охарактеризував його як одіозного антигероя, зазначивши, що Кірію «балансує на тонкій грані між добром і злом». Cheat Code Central висловили схожі думки, зазначивши, що, незважаючи на рід зайнять персонажа, він настільки добрий, що бере на себе провину за смерть Доджіми на початку першої гри, що призводить до його вигнання з якудза. Eurogamer так само відзначили: «Попри свою жорстокість, Казума — досить приємний хлопець, чия любов до друзів змусила його провести десять років у в'язниці за вбивство, що скоїв його брат Нішікі». Везлі Їн-Пул з VideoGamer.com також поділився подібними думками, додавши, що «Казума не проти час від часу зайнятися гуманітарною роботою — насправді він просто м'якосердий добряга». Грег Орландо з журналу Newtype вважав його цікавим персонажем завдяки різноманітним ситуаціям, в які той потрапляє протягом серії. Ентоні Джон Агнелло з GamesRadar відзначив образ та особистість Кірію, відмітивши позитивне враження, що вони справляють.
Push Square включили Кірію до списку найкращих персонажів з ігор PlayStation, відзначивши його бойові навички та почуття справедливості. Оскільки у всіх іграх серії Кірію знову і знову повертається до якудза, незважаючи на свою відставку у першій же грі, USGamer розкритикували цей повторюваний формат і висловили сподівання, що Yakuza 6 принесе справжнє завершення саги про Кірію.
Критики також зазначили, що в приквелі Yakuza 0 Кірію був представлений інакше, і це викликало змішані почуття щодо реалізації цього персонажа. Рецензент з Anime News Network Дастін Бейлі похвалив роль Кірію в Yakuza 0, зазначивши, що хоча в більшості ігор той зображується як «святий Супермен», у приквелі йому сподобалося бачити персонажа в більш похмурих ситуаціях. В результаті він вважав ранні ігри серії менш цікавими через акцент на спробах Кірію покинути злочинний світ і намагатися жити спокійним життям. Завдяки новому образу Маджіми в приквелі, навіть самі сценаристи визнали його більш цікавим персонажем у порівнянні з Кірію. EGMNOW сподобався контраст між цими двома персонажами, через їхнє протиставлення у способах досягнення своєї мети. The Jimquisition відзначили, що обидва персонажі є «привабливими протагоністами, які постійно змушені залишатися серйозними на тлі безлічі абсурдних ситуацій».
GameSpot підкреслили, що Like a Dragon/Yakuza досліджує глибокі теми, оскільки Кірію часто взаємодіє з темою сім'ї та родинних цінностей, це робить фінал Yakuza 6 ідеальним завершенням для арки його персонажа. Kotaku висловлювали критику щодо продовження використання персонажа Кірію в новіших іграх, бо його повернення як одного з протагоністів Infinite Wealth перетягнуло на себе увагу від його наступника, Касуґи Ічібана. Високо оцінюючи емоційні моменти, з якими стикається Кірію в Gaiden, Люк Планкет з Aftermath відзначив, що повернення цього персонажа в Infinite Wealth робить його смерть остаточною порівняно з фальшивою в Yakuza 6, оскільки тепер наратив зосереджується на погіршенні здоров'я хворого на рак Кірію. Емоційна допомога друзів у цій ситуації була високо оцінена Aftermath за те, що вона додає ностальгічної цінності для геймерів, що спостерігали за Кірію протягом багатьох років. Хоча гра не надає повного завершення саги Кірію, фінальні сцени показують, наскільки швидко погіршується його здоров'я, водночас забезпечуючи належне завершення його історії.
Оцінюючи персонажа з більш критичної перспективи, Греґ Касавін з GameSpot сприймає Кірію як «типового героя, що бореться з типовими злочинцями». 1UP.com описали його як «жорсткого бандита», порівнюючи з такими персонажами, як Ніко з GTA. Вони також підкреслили, що сила Кірію інколи виглядає «абсурдно».

### Як наставник
У своєму огляді Yakuza 3 Сем Марчелло з RPGamer відзначив помітний розвиток персонажа, порівнявши його життя у злочинному світі якудза з мирним управлінням сиротинцем в Окінаві. Греґ Міллер з IGN зазначив, що розробники прагнули, аби гравці «відчули зв'язок з тією його стороною [керівництвом притулку для сиріт], адже це є його мотивацією для всіх подальших дій». Метт Кім з US Gamer зазначив, що Кірію є його улюбленою батьківською фігурою в відеоіграх завдяки тому, наскільки він турботливий до Харуки та людей загалом, незважаючи на свої зв'язки зі злочинним світом. В огляді на Yakuza 6: The Song of Life UK Anime Network високо оцінили завершення історію Кірію, а Destructoid підкреслили, що зображення Кірію у більш серйозному світлі тут продиктовано кризовою ситуацією Харуки та її дитини. Game Informer також хвалили завершення саги Кірію, пояснюючи що саме цей тайтл надає відповідне, хоч і сумне, завершення історії персонажа. GameRevolution поділилися схожими коментарями, акцентуючи увагу на тому, як зображали міцний сімейний зв'язок Харуки з її прийомним батьком в попередніх іграх, тож цього разу місією Кірію став захист своєї доньки та онука. На думку Kotaku, в той час як нове щастя Харуки з її сином є позитивним моментом для завершення історії Кірію, усвідомлення того, що він вижив після смертельних поранень у фіналі гри, значно зменшило емоційне напруження гравців.

### Порівняння персонажа з реальними аналогами
Колишній якудза Мідоріяма прокоментував зображення персонажа Кірію під час огляду Yakuza 3, зазначивши: «Кірію — це те, якими були якудза колись. Ми підтримували порядок на вулицях. Люди нас любили. Ми не турбували звичайних громадян. Ми поважали своїх босів. Тепер такі хлопці існують лише в відеоіграх». У ретроспективі серії GameSpot порівняли Кірію з Майклом Корлеоне, протагоністом роману «Хрещений батько» Маріо П'юзо. Колін Кемпбелл з Polygon похвалив його героїчні риси показані під час взаємодії з різноманітними представниками злочинного світу в серії.